# Gymnopilus capitatus
Gymnopilus capitatus là một loài nấm thuộc họ Cortinariaceae.